# Pokémon
Pokémon (ポケモン Pokemon?,  engleză /ˈpoʊkɪmɒn, -ki-, -keɪ-/), cunoscută și sub numele de Pocket Monsters (ポケットモンスター?) 
în Japonia, este o franciză media gestionată de The Pokémon Company, un consorțiu japonez între Nintendo, Game Freak și Creatures. Franciza a fost creată de Satoshi Tajiri în 1995și este centrată pe creaturi fictive numite „pokémon”, pe care oamenii, cunoscuți sub numele de antrenori Pokémon, captează și se antrenează pentru a se lupta între ei pentru sport. Sloganul românesc pentru franciză este „Să îi prind pe toți !”. Lucrările în cadrul francizei sunt stabilite în universul Pokémon.
Franciza a început ca Pokémon Red and Green” (Pokémon Roșu și Verde),  lansată în afara Japoniei ca „Pokémon Red and Blue” (Pokémon Roșu și Albastru), o pereche de jocuri video pentru originalul Game Boy, dezvoltat de Game Freak și publicate de Nintendo în februarie 1996. Pokémon a continuat să devină cea mai mare parte a francizei media din toate timpurile, cu venituri totale de franciză de 90 de miliarde de dolari.

## Jocuri video
Seria de jocuri video Pokémon este una dintre cele mai populare franciză  „RPG” (joc video de rol, JVR) de la Nintendo. Este creată de către firma Game Freak, înființată de Satoshi Tajiri în 1989. Un alt membru important al firmei este Ken Sugimori, artistul ce a desenat toți cei 898 Pokémon. Unele personaje de la Pokémon (Pikachu, Jigglypuff, Pichu, Mewtwo etc) au apărut și în seria de jocuri Super Smash Bros., alături de alte personaje cunoscute de la Nintendo.
Informații
La început, scopul jocurilor Pokémon era să îi prinzi pe toți (Să îi prind pe toți !). De la un timp, Nintendo a hotărât să renunțe la această replică, ce intrase în mințile tuturor copiilor, scopul principal rămânând învingerea liderilor de sală și câștigarea ligii. Pentru fiecare generație, Nintendo producea câte două jocuri identice, diferența constând în imaginea de pe copertă și introducerea de la începutul jocului. Exista un anumit număr de pokémoni, ce nu se găsea decât într-una dintre cele două versiuni. Astfel, pentru ai putea prinde pe toți aveai nevoie de un cablu de rețea (cablu Game Link). Cu ajutorul acestui cablu puteai face schimb de pokémoni cu un alt jucător și să te lupți cu acesta, folosindu-te de propriii tăi monstruleți. Există și pokémoni ce nu se pot evolua decât prin schimb (Haunter, Machoke, Graveler, Kadabra etc.). Seria de jocuri video Pokémon este cunoscută pentru faptul că a utilizat cel mai mult acest cablu Game Link. În ultimii ani, jocurile de pe Game Boy Advance au inclus un accesoriu, cunoscut ca Adaptator fără fir. Acesta permitea jucătorilor să facă schimb de la o anumită distanță, fără a se mai complica cu un cablu. A patra generație, care și-a făcut debutul în 2007, a introdus sistemul Conexiune Wi-Fi. Sistemul acesta este un fel de Internet și permite jucătorilor, pe lângă schimburi și lupte, posibilitatea de a face toate acestea la nivel mondial și de a comunica între ei. Acest sistem este unul dintre cele mai inovatoare lucruri pe care le-a avut de oferit Nintendo în ultimii ani. În al șaptelea generație arena a fost înlocuită cu provocări, decani și decane. Liga rămâne și în această generație cu câștigarea ligii.
Tipuri
Există 18 tipuri diferite de pokémoni. Fiecare dintre aceste tipuri are avantaje sau dezavantaje față de un altul. Pokémonii pe care îi poți alege la începutul unui joc sunt de tipurile Plantă, Foc și Apă, astfel încât indiferent pe care ți-l alegi, adversarul tău urmează să îl ia pe acela ce are avantaj față de al tău. La început au fost doar 15 tipuri, Întuneric și Metal fiind introduse din cea de-a doua generație, iar Zână fiind introdus în a șasea generație. Magnemite și cu forma sa evoluată, Magneton, sunt singurii pokémoni din prima generație ce au primit unul dintre tipurile noi. În jocurile de pe Game Boy erau doar de tip Electric, pe când în cele de pe Game Boy Color sunt Electric și Metal. În cea de-a șasea generație mai mulți pokémoni vechi au primit noul tip Zână. Cele 18 tipuri de pokémoni sunt:
| Tip      | Traducere | Exemplu de pokémon |
| -------- | --------- | ------------------ |
| Bug      | Insectă   | Caterpie           |
| Dark     | Întuneric | Darkrai            |
| Dragon   | Dragon    | Dragonair          |
| Electric | Electric  | Pikachu            |
| Fighting | Luptă     | Machamp            |
| Fire     | Foc       | Charmander         |
| Flying   | Zbor      | Tornadus           |
| Ghost    | Fantomă   | Misdreavus         |
| Grass    | Plantă    | Sceptile           |
| Ground   | Sol       | Cubone             |
| Ice      | Gheață    | Regice             |
| Normal   | Normal    | Eevee              |
| Poison   | Otravă    | Ekans              |
| Psychic  | Psihic    | Mew                |
| Rock     | Piatră    | Regirock           |
| Steel    | Metal     | Klink              |
| Water    | Apă       | Feraligatr         |
| Fairy    | Zână      | Sylveon            |

Prima Generație
În anul 1998, Pokémon a debutat pe piața americană cu două jocuri RPG pe Game Boy: „Pokémon Red Version” și „Pokémon Blue Version” (Pokémon Roșu și Albastru). Aceste jocuri au avut același succes ca și în Japonia. Au fost urmate în 1999 de „Pokémon Yellow Version” (Pokémon Galben). Acest joc era în strânsă legătură cu animeul, deoarece nu mai puteai să îți alegi dintre cei trei pokémoni (Bulbasaur, Charmander și Squirtle) ca în majoritatea jocurilor Pokémon, ci îl primeai de la început pe Pikachu, ce te urma pe tot parcursul jocului. Din aceasta generație fac parte primii 151 de pokémoni (de la Bulbasaur la Mew), iar regiunea se numea Kanto. Toate cele trei jocuri Pokémon de pe Game Boy sunt compatibile cu „Pokémon Stadium” (Pokémon Stadion), un simulator de luptă pe Nintendo 64.
A doua Generație
A doua generație a introdus încă 100 de pokémoni (de la Chikorita la Celebi). Aceștia și-au făcut debutul în 2000, pe Game Boy Color, în jocurile „Pokémon Gold Version” și „Pokémon Silver Version” (Pokémon Aur și Argint). Ele aveau loc în cea de-a doua regiune, cunoscută ca Johto. Au fost urmate de versiunea îmbunătățită, „Pokémon Crystal Version”  (Pokémon Cristal). Acesta a fost primul joc în care a fost posibilă alegerea între un personaj băiat și unul fată. Un alt lucru inovator a fost și faptul că în acestă generație au fost introduse sexele pokémonilor. Astfel puteai lăsa doi pokémoni compatibili, la Pensiune Pokémon și în ceva timp primeai un ou, din care avea să iasă un alt pokémon, la stadiu de bază sau bebeluș (nu pot ecloza la Stadiul1 sau Stadiul 2). Toate cele trei jocuri Pokémon de pe Game Boy Color sunt compatibile cu Pokémon Stadion 2, continuarea jocului Pokémon Stadion. Mai este un joc care a ieșit doar în Japonia, prima versiune al Pokémon Stadion, Pocket Monsters Stadion (japoneză: ポケモンスタジアム).
A treia Generație
Această generație a debutat în 2003, pe Game Boy Advance. Au fost introduși încă 135 de pokémoni (de la Treecko la Deoxys), ceea ce înseamnă că în total sunt 386. Jocurile în care au apărut se numeau „Pokémon Ruby Version” și „Pokémon Sapphire Version” (Pokémon Rubin și Safir). De asemenea și acestea au fost urmate de un joc îmbunătățit, „Pokémon Emerald Version” (Pokémon Smarald). Au fost incluse lupte la dublu și concursuri Pokémon. Jocurile aveau loc în regiunea Hoenn, a treia regiune a francizei. În anul 2004 au fost lansate refăcuturile primelor jocuri (Roșu și Albastru) pe Game Boy Advance, ce se numeau  „Pokémon FireRed Version” și „Pokémon LeafGreen Version” (Pokémon FocRoșu și FrunzăVerde). Toate aceste jocuri sunt compatibile cu: Pokémon Coloseum și Pokémon XD: Furtuna Întunericului (primele jocuri Pokémon JVR pe o consolă TV, respectiv Nintendo GameCube).
A patra Generație
Generația a patra și-a făcut apariția în 2007, cu două jocuri pe Nintendo DS: „Pokémon Diamond Version” și „Pokémon Pearl Version” (Pokémon Diamant și Perlă). Acestea au loc în a patra regiune, numită Sinnoh. Jocurile includ încă 107 de pokémoni (de la Turtwig la Arceus), totalul ajungând la 493 de creaturi diferite. Mulți dintre pokémonii vechi au noi forme evoluate și pre-evoluate, iar sistemul Conexiune WI-FI permite jucătorilor să facă schimburi de pokémoni fără ajutorul unui cablu link sau al unui  adaptator fără fir. Sistemul zi-noapte, ce nu a mai fost folosit în cea de-a treia generație, și-a făcut o reîntoarcere mult așteptată pe noul sistem portabil. Pokémon Diamant și Perlă vor fi compatibile cu  „Pokémon Battle Revolution” (Pokémon: Bătălia Revoluției), de pe Nintendo Wii, ce a apărut tot în 2007.
A cincea Generație
Generația a cincea și-a făcut apariția în 2010 în Japonia și internațional în 2011, cu cele două jocuri pe Nintendo DS: „Pokémon Black Version” și „Pokémon White Version” (Pokémon Negru și Alb). Singurii pokémoni cunoscuți din această generație la vremea apariției au fost Zoroark, si pre-evoluția sa, Zorua, debutați in filmul „Zoroark: Master of Illusions” (Zoroark: Maestrul iluziilor), ce a apărut în Japonia în 2010 și internațional în 2011. Această generație include pokémoni noi în număr de 156, totalul ajungând la 649. Regiunea se numește Unova.
A șasea Generație
Generația a șasea a debutat cu jocurile Pokémon X și Pokémon Y, pentru prima dată lansarea unor jocuri Pokémon având loc în aceeași zi în toată lumea, la data de 12 octombrie 2013. Aceasta a introdus 69 de pokémoni (de la Chespin la Zygarde), totalul ajungând la 718 pokémoni. Regiunea unde este configurată această generație se numește Kalos. Această generație a introdus conceptul de Mega Evoluție, un tip de evoluție prezentă doar în timpul luptelor. Pokémonii obținuți în jocuri se pot depozita în „Pokémon Bank” (Bancă Pokémon), o aplicație onlain ce necesită o taxă anuală. Prin Poké Transfer (Poké Transporter), o extensie a aplicației Bancă Pokémon, unde se pot transfera pokémoni din jocurile din generația a cincea în jocurile din generația a șasea.
A șaptea Generație
Generația a șaptelea a debutat cu jocurile „Pokémon Sun”  și „Pokémon Moon”  (Pokémon Soare și Lună), pentru prima dată lansarea unor jocuri Pokémon având loc în aceeași zi în toată lumea. Aceasta a introdus 70 de pokémoni (de la Rowlet la Magearna), totalul ajungând la 801 pokémoni. Regiunea unde este configurată această generație se numește Alola. Această generație a introdus conceptul de Formă de Alola al niște pokémoni al Primei generatie și Mișcări Z, a cincea mișcare prezentă doar în timpul luptelor. A fost adăugate toate formele al pokémonului Zygarde si forma Ash al pokémonului Greninja. Pokémonii obținuți în jocuri se pot depozita în Bancă Pokémon, o aplicație onlain ce necesită o taxă anuală. Prin Bancă Pokémon se pot transfera pokémoni din jocurile din generația Prima și a șasea în jocurile din generația a șaptelea.
A opta Generație
Generația a opta a debutat cu jocurile „Pokémon Sword” și „Pokémon Shield” (Pokémon Sabie și Scut), care au fost lansate pe data de 19 noiembrie 2019. Aceasta generație a introdus 80 de pokémoni în jocul de bază, printre care 6 evoluții noi sau evoluții alternative, exclusive formelor regionale (Formă Galar). Pe data de 17 iunie 2020, DLC-ul „Isle of Armor” (Insula Armurii) care a readus mulți pokémoni din jocuri anterioare, și a adăugat 2 Forme de Galar pentrul Slowpoke și Slowbro, alături de 2 noi pokémoni Legendari, numiți Kubfu si Urshifu, si 1 pokémon mitic, Zarude. Acest DLC a fost doar primul din 2. În data de 22 octombrie 2020, al doilea DLC, numit „Crown Tundra” (Tundra Coroanei), care a readus si mai mulți pokémoni din jocurile anteriore, a adăugat 4 Forme de Galar, una pentru Slowking dar, fiind prima și singura dată, cel puțin momentan, când au fost adaugate forme regionale pentru pokémoni legendari, acestea fiind pentru Păsările Legendare din Kanto, Articuno, Zapdos, Moltres. Au mai fost adăugați 5 pokémoni legendar: Regieleki, Regidrago, Glastier, Spectrier și Calyrex. Totalul de pokémoni a ajuns la 898.

## Anime

Personajele din seria Pokémon Diamond & Pearl. În centru, având șapcă roșie cu gri și un simbol albastru, Ash Ketchum

Pokémon este tot odată și un desen animat japonez sau anime, bazat pe seria de jocuri video. A fost difuzat în România de Pro TV, TVR1, Jetix, Disney Channel,  Megamax și Netflix. Serialul a început să fie transmis pe Netflix cu sezonul 20 Soarele și Luna, nu se știe dacă se va transmite în România serialele „Advanced Generation”, „Sinnoh League Victors”, „Black and White” și „XY Series”. Acesta este creat în Japonia și apoi dublat în engleză de către televiziunile nord-americane. Este destinat telespectatorilor foarte tineri (copii între 5-15 ani), însă are fani devotați de toate vârstele.
Informații
Animeul este împărțit în cinci serii: Pokémon: Seria Originală, Pokémon: Generație Avansată, Pokémon: Diamant și Perlă, Pokémon: Negru și Alb și Pokémon: XY. Fiecare dintre ele având mai multe sezoane.
Game Boy Advance Video
În 2004 au fost lansate 4 volume de Game Boy Advance Video (GBA Video) cu episoade din Pokémon. Fiecare volum conține câte două episoade și îl poți urmări oriunde cu ajutorul unui Game Boy Advance, Game Boy Advance SP sau Game Boy micro (nu sunt compatibile cu Game Boy, Game Boy Pocket și Game Boy Color). Cele 4 volume sunt: Pokémon – Serialul: Te aleg pe tine !,  „Pokémon - Beach Blank-Out Blastoise”,  „Pokémon - For Ho-Oh the Bells Toll !”  și „Pokémon - Johto Photo Finish” .

## Filme
Pentru fiecare sezon din Pokémon, s-a produs câte un film (excepție sezonul 14 pentru care s-a produs 2 filme). Astfel, în prezent sunt 22 ce au avut deja premiera în Japonia și SUA. Ultimul film Pokémon, al 23-lea, a debutat pe 25 decembrie 2020 în Japonia. Filmul se intitulează „Pokémon – Filmul: Secretele junglei”.

## Joc de cărți
Joc de cărți de tranzacționare Pokémon (JCT), este un joc complex de cărți care este bazat pe jocurile video de același nume. Primele seturi de cărți au fost publicate de compania Wizards of the Coast, însă în 2003, cei de la Nintendo au retras drepturile de publicare acestei firme și au început să le producă ei.

## Serii
(Seriile între ghilimele nu au fost adaptate oficial în română) ; (La seriile cu un asterisc nu se cunosc numele oficiale în română)
Pokémon: Seria Originală (Generația  1-2)
- Sezonul 1: Pokémon – Serialul: Liga Indigo (1997)
- Sezonul 2: Pokémon: Aventuri în Insulele Portocalii (1999)*
- Sezonul 3: Pokémon: Călătoriile Johto (1999)*
- Sezonul 4: Pokémon: Campioni Ligii Johto (2000)*
- Sezonul 5:  Pokémon: Căutarea Maestrului (2001)*

Pokémon: Generație Avansată (Generația  3)
- Sezonul 6: „Pokémon: Avansat” (2002)*
- Sezonul 7: „Pokémon: Provocare Avansată” (2003)*
- Sezonul 8: „Pokémon: Bătălia Avansată” (2004)*
- Sezonul 9: „Pokémon: Frontiera Luptei” (2005)*

Pokémon: Diamant și Perlă (Generația  4)
- Sezonul 10: Pokémon: Diamant și Perlă (2006)
- Sezonul 11: Pokémon: Dimensiunea Luptei (2007)
- Sezonul 12: Pokémon: Bătăliile Galactice (2008)
- Sezonul 13: „Pokémon: Câștigătorii Ligii Sinnoh” (2010)*

Pokémon: Negru și Alb (Generația 5)
- Sezonul 14: „Pokémon Negru și Alb” (2010)*
- Sezonul 15: „Pokémon: Negru și Alb - Destinele Rivale” (2011)*
- Sezonul 16: „Pokémon: Alb și negru - Aventuri în Unova și dincolo” (2012)*

Pokémon: XY (Generația 6)
- Sezonul 17: „Pokémon: XY” (2013)*
- Sezonul 18: „Pokémon: XY – Aventura către Kalos” (2014)*
- Sezonul 19: „Pokémon: XYZ” (2015)*

Pokémon: Soarele și Luna (Generația 7)
- Sezonul 20: Pokémon – Serialul: Soarele și Luna (2016)
- Sezonul 21: Pokémon Serialul: Soarele și Luna - Ultraaventuri (2017)
- Sezonul 22: Pokémon Serialul: Soarele și Luna - Ultralegende (2019)

Pokémon: Călătorii (Generația 8)
- Sezonul 23: Pokémon: Călătorii – Serialul (2020)
- Sezonul 24: „Pokémon: Călătoriile unui Maestru” (2021)*

## Lista personajelor
De-a lungul sezoanelor au fost multe schimbări în lista personajelor. Personajele cele mai importante sunt următoarele:
- Ash Ketchum (personaj principal) este un băiat de 10 ani pasionat de Pokémon. Primul lui pokémon și prietenul lui cel mai bun este Pikachu. El visează să devină maestru Pokémon. Are o inimă foarte mare, iubește pokémoni și este loial prietenilor lui.
- Brock (personaj principal) - absent sezonul 2, se alătură lui Profesor Ivy, locul său fiind luat de Tracey. Însă el se întoarce în al 3-lea sezon. El se desparte a doua oară de Ash în seria Diamant și Perlă: Liga Sinnoh pentru a deveni doctor pokémon.
- Profesor Oak (personaj secundar) - Profesorul Chen este un mare om de știință Pokémon renumit în întreaga lume. Bunicul lui Gary, i-a dat nepotului său și lui Ash primul lor Pokémon, și anume Squirtle și Pikachu.
- Profesor Elm (personaj secundar) - Profesorul Elm este profesorul Pokémon al lui Johto. A fost student al profesorului Chen și lucrează în colaborare cu el și Dl. Pokémon.
- Profesoara Ivy (personaj secundar) - Profesoara Ivy este un personaj recurent în animeul Pokémon. Este o profesoară Pokémon care locuiește pe Insula Valencia împreună cu cei trei asistenți ai săi.
- Profesor Rowan (personaj secundar) - Profesorul Rowan este un profesor Pokémon din regiunea Sinnoh, care locuiește în Sandgem.
- Profesor Birch (personaj secundar) - Profesorul Birch locuiește    în regiunea Hoenn. Lucrează în laboratorul său cu un asistent, dar îi place să-și testeze ipotezele pe teren.
- Profesoara Juniper (personaj secundar) - Profesorul Juniper este o profesoară Pokémon care oficiază în regiunea Unova.
- Profesor Cerise (personaj principal) - Profesorul Cerise este un profesor Pokémon care a apărut în Pokémon: Călătorii. El este tatăl lui Chloe și profesorul Laboratorului Cerise din orașul Vermilion.
- Gary Oak (personaj secundar) - Gary este primul rival a lui Ash. Este nepotul Profesorului Oak. După al 5-lea sezon renunță ca și antrenor Pokémon și devine cercetător ca și bunicul lui, cu această ocazie devine prieten și îl și ajută pe Ash la anumite informații despre noi săi rivali, adică Paul, noul său rival de exemplu. Pe care nul poate înfrânge pentru că are o Mega Brățară.
- Sora Joy (personaj secundar) - sunt asistente amabile care au grijă de pokémoni.
- Polițista Jenny (personaj secundar) -  Polițista Jenny este denumirea de către ofițerii de poliție care folosesc pokémoni în atribuțiile lor.
- Echipa Rachetă (personaj principal) - Liderul lor este Giovanni. Personajele principale ale echipei care până în a 4-a serie apăreau în toate episoadele sunt: Jessie, James și Meowth. Ei vor să fure pokémonii dar nu le reușesc niciodată capturile. Din Echipa Rachetă mai fac parte Cassidy și Butch care se presupune ca ar fi rivalii lor pentru că vor și ei să fure pokémoni.
- Echipa Galactică (personaj principal) - Cyrus este liderul echipei care vrea să creeze o nouă lume în imaginea sa, ca și conducător al acelei lumi.
- Echipa Aqua (personaj principal) -  Preocupați de extinderea apelor, urmăresc capturarea lui Kyogre. Archie este liderul echiperi.
- Echipa Magma (personaj principal) - Preocupați de extinderea pământului, urmăresc capturarea lui Groudon. Maxie este liderul echipei.
- Delia (personaj principal) - este mama lui Ash și îl protejează mult pe Ash. Este foarte talentată.
- Tracey (personaj secundar dar cu rol principal in al doilea sezon) Îl înlocuiește pe Brock datorită faptului că vrea s-o ajute la treburile casnice pe Profesor Ivy.
- Misty (personaj principal) - în sezoanele 1-5 Misty reapare ca oaspete în seriile Provocare Avansată, Bătălia Avansată și Frontiera Luptei, era menționată de Ash atunci când era la pescuit cu Dawn sau Brock, pentru că avea el o momeală cu ea.
- May (personaj principal) - sezoanele 6-9. Este o fată de 10 ani și fiica liderului din Arena Petalburg, Norman, și fratele ei Max. Reapare în seria Diamant și Perlă participând în Cupa Wallace.
- Max (personaj principal) - sezoanele 6-9. Este un băiat de 7 ani, este fratele lui May. El se alătură lui Ash și Brock odată cu May în sezonul 6.
- Dawn (personaj principal) - sezoanele 10-13. Este o fată de 10 ani. Este coordonator și o înlocuiește pe May în Diamant și Perlă.
- Paul (personaj principal) - este cel de al doilea rival al lui Ash.
- Iris (personaj principal) - sezoanele 14-16. Călătorește alături de Ash în seriile Negru și Alb
- Cilan (personaj principal) - sezoanele 14-16. Călătorește alături de Ash în seriile Negru și Alb.
- Serena (personaj principal) - sezoanele 17-19. Călătorește alături de Ash în seriile  XY.
- Clemont (personaj principal) - sezoanele 17-19. Călătorește alături de Ash în seriile XY.
- Bonnie (personaj principal) - sezoanele 17-19. Sora lui Clemont. Călătorește alături de Ash în seriile XY.
- Lillie (personaj principal) - sezoanele 20-22. Călătorește alături de Ash în seriile Soarele și Luna.
- Kiawe (personaj principal) - sezoanele 20-22. Călătorește alături de Ash în seriile Soarele și Luna.
- Mallow (personaj principal) - sezoanele 20-22. Călătorește alături de Ash în seriile Soarele și Luna.
- Lana (personaj principal) - sezoanele 20-22. Călătorește alături de Ash în seriile Soarele și Luna.
- Sophocles (personaj principal) - sezoanele 20-22. Călătorește alături de Ash în seriile Soarele și Luna.
- Goh (personaj principal) - sezoanele 23-prezent. Călătorește alături de Ash în seriile Călătorii.
- Chloe (personaj principal) - sezoanele 23-prezent. Este fiica profesorului Cerise. Călătorește alături de Ash în seriile Călătorii.